# Sweet & Bitter
Sweet & Bitter is een nummer van het Duitse dj-duo Kush Kush uit 2018, ingezongen door de Poolse zangeres Marta Gałuszewska.
De beat in het nummer bevat een sample uit de melodie van "Tom's Diner" van Suzanne Vega. "Sweet & Bitter" werd een klein radiohitje in België. In Vlaanderen bereikte het de Tipparade.